# Cratere Minokawa
Minokawa è un cratere sulla superficie di Bennu.
Il cratere è dedicato all'omonimo uccello mitologico che, nei miti dei Bagobo, è posto dall'inizio dei tempi oltre l'orizzonte dell'oriente e causa le eclissi lunari.